# Madryt (wspólnota autonomiczna)
Madryt, Wspólnota Madrytu (hiszp. Madrid, Comunidad de Madrid) – jeden z siedemnastu autonomicznych regionów Hiszpanii. Zajmuje powierzchnię 8028 km², a jego populacja wynosi około 6,6 mln. Jego stolicą jest Madryt. Inne większe miasta to Alcalá de Henares, Móstoles, San Lorenzo de El Escorial i Aranjuez.
Madryt to trzecia co do ludności wspólnota autonomiczna Hiszpanii oraz najgęściej zaludniona. Jej centrum jest stolica kraju, zaś w całym regionie mieszka ponad sześć milionów osób, z których połowa w samym Madrycie. W obrębie wspólnoty znajdują się również inne miasta, leżące dookoła madryckiej metropolii, z których dwa przekraczają dwieście tysięcy mieszkańców. Madryt jest stolicą kraju od 1561, gdzie została ona przeniesiona z Toledo przez króla Filipa II.

## Prezydenci wspólnoty autonomicznej
- Joaquín Leguina (PSOE, 1983–1995)
- Alberto Ruiz-Gallardón (PP, 1995–2003)
- Esperanza Aguirre (PP, 2003–2012)
- Ignacio González González (PP, 2012–2015)
- Cristina Cifuentes (PP, 2015–2018)
- Ángel Garrido (PP, 2018–2019)
- Isabel Díaz Ayuso (PP, od 2019)

## Zobacz też

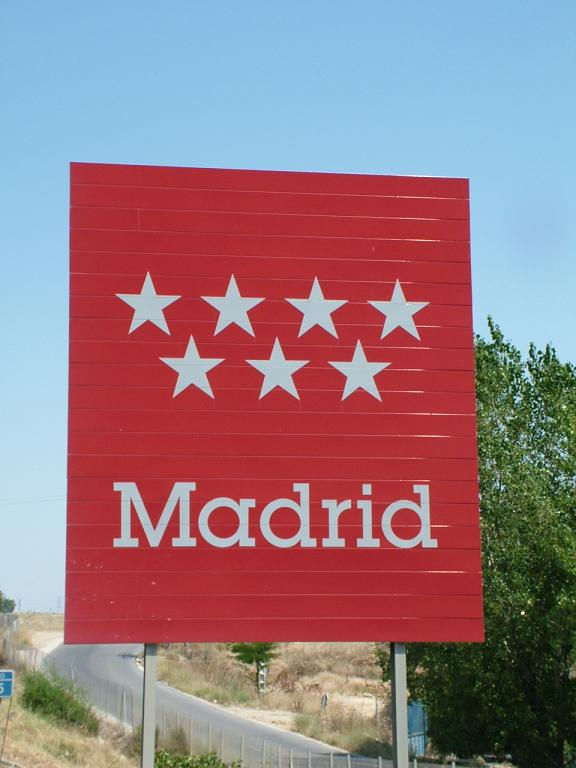